# Trần Lê Quốc Toàn
Trần Lê Quốc Toàn , né le 5 avril 1989 à Da Nang, est un haltérophile vietnamien. Il concourt dans la catégorie des moins de 56 kg.
Initialement quatrième aux Jeux olympiques d'été de 2012 à Londres, il remporte a posteriori la médaille de bronze après la disqualification de l'Azerbaïdjanais Valentin Hristov.